# U/21 Europamesterskabet i fodbold 2011
U/21 Europamesterskaberne 2011 i fodbold var det 18. i rækken af officielle europamesterskaber for U/21-fodboldlandshold, arrangeret af UEFA. Den 11. december 2008 annoncerede UEFA's eksekutivkomité, at man havde valgt Danmark og Dansk Boldspil-Union som vært for turneringen. Danmark blev valgt i konkurrence med Israel. Turneringen blev afholdt i perioden 11. juni 2011 – 25. juni 2011.
Spanien vandt finalen 2-0 over Schweiz på Aarhus Stadion. Det var tredje titel til Spanien, siden turneringen blev etableret i 1978.

## Kvalifikation
Lodtrækningen til kvalifikationskampene blev afholdt den 4. februar 2009 i Aarhus. Danmark (vært) kvalificerede sig automatisk til slutrunden. De resterende 52 lande blev placeret i ti grupper (otte grupper med fem hold, og to grupper af seks). Kvalifikationen startede den 27. marts 2009 og sluttede den 12. oktober 2010. Gruppevinderne og de fire bedste toere fra grupperne kvalificerede sig til playoff-kampe om de syv pladser i slutrunden.

## OL-kvalifikation
Turneringen fungerer samtidig som kvalifikation til OL 2012 i London. Fire OL-pladser er givet til UEFA, og ved EM-slutrunden skal der dystes om de tre af dem, da England automatisk er kvalificeret på grund af sit værtsskab.
England kvalificerede sig til EM-slutrunden, hvilket betyder, at hvis holdet kommer i semifinalen, vil de resterende tre hold i semifinalen være kvalificeret til OL. Kommer England ikke i semifinalen, vil der bliver spillet en kamp på Aalborg Stadion mellem taberne af semifinalerne for at afgøre, hvem der kvalificerer sig til OL-turneringen sammen med England og de to finalister.

## Stadioner
EM-turneringen bliver afholdt i Jylland, og fire stadioner er valgt som spillesteder. Gruppe A med Danmark spiller i Aarhus og Aalborg, grupper B spiller i Herning og Viborg. Åbningskampen og åbningsceremonien afholdes i Aalborg. Semifinalerne spilles i Herning og Viborg. Finalen spilles på NRGI Park i Aarhus.
| Herning                       | Viborg           | Aalborg           | Aarhus            |
| MCH Arena                     | Viborg Stadion   | Energi Nord Arena | NRGI Park         |
| Kapacitet: 11.800             | Kapacitet: 9.566 | Kapacitet: 10.500 | Kapacitet: 20.032 |
| MCH Arena                     | Viborg Stadion   | Aalborg Stadion   | Atletion          |
| ----------------------------- | ---------------- | ----------------- | ----------------- |
| Viborg Herning Aalborg Aarhus |                  |                   |                   |

## Hold
Holdene til slutrunden består af 23 spillere. Spillere skal være født 1. januar 1988 eller senere for at være spilleberettigede under turneringen. Man kan derfor under slutrunden opleve spillere på op til 23 år. Man er ikke udelukket fra at deltage i U-21 slutrunden, fordi man har spillet på A-landsholdet..

## Dommere
I april 2011 offentliggjorde UEFA listen over dommere, linjedommer og fjerdedommere, der skal i aktion ved slutrunden. Alle dommere er indrangeret som enten Premier Category 1-dommere eller Category 2-dommere, der henholdsvis er det næsthøjeste og tredjehøjeste niveau for internationale dommere. Alle dommerne er udpeget, fordi de vurderes til at være fremtidens topdommere. De er således alle mellem 31 og 38 år og opfylder derfor U-21 filosofien om at være turneringen for morgendagens stjerner.
Dommere
- Robert Schörgenhofer
- Paolo Tagliavento
- Marijo Strahonja
- Aleksandar Stavrev
- Milorad Mazic
- Markus Strömbergsson

Fjerdedommere
- Kenn Hansen
- Liran Liany

## Seedning
Efter endt kvalifikationsrunde blev seedninger offentliggjort af UEFA og DBU. Danmark er som vært automatisk i første seedningslag og i gruppe A. Tjekkiet kom også i første seedningslag, da de klarede sig igennem kvalifikationen bedst. I andet seedningslag findes Spanien og Island, der klarede sig næst- og tredjebedst i kvalifikationen. De resterende hold er England, Schweiz, Hviderusland og Ukraine, der alle er at finde i tredje seedningslag.

## Gruppespil
Lodtrækningen til gruppespillet blev foretaget i Aalborg den 9. november 2010. I gruppespillet er de otte deltagende hold opdelt i to grupper à fire hold. I hver gruppe spiller alle mod alle. Første- og andenpladsen i grupperne går videre til slutspillet.

### Gruppe A
| Hold         | Point | Kampe | V | U | T | Mål |
| ------------ | ----- | ----- | - | - | - | --- |
| Schweiz      | 9     | 3     | 3 | 0 | 0 | 6-0 |
| Hviderusland | 3     | 3     | 1 | 0 | 2 | 3-5 |
| Island       | 3     | 3     | 1 | 0 | 2 | 3-5 |
| Danmark      | 3     | 3     | 1 | 0 | 2 | 3-5 |

Første runde
| 11. juni 2011 18:00 |

| Hviderusland                         | 2 – 0     | Island         |
| ------------------------------------ | --------- | -------------- |
| Voronkov 77' (straffe) · Skavysh 87' | (referat) | 76' Gunnarsson |

| Aarhus Stadion Tilskuere: 2.815 Dommer: Aleksandar Stavrev, (Makedonien) |

| 11. juni 2011 20:45 |

| Danmark | 0 – 1     | Schweiz       |
| ------- | --------- | ------------- |
|         | (referat) | 48' Shaqiri · |

| Aalborg Stadion Tilskuere: 9.678 Dommer: Robert Schörgenhofer, (Østrig) |

Anden runde
| 14. juni 2011 18.00 |

| Schweiz                | 2 – 0     | Island |
| ---------------------- | --------- | ------ |
| Frei 1' · Emeghara 40' | (referat) |        |

| Aalborg Stadion Tilskuere: 1.903 Dommer: Marijo Strahonja, (Kroatien) |

| 14. juni 2011 20.45 |

| Danmark                     | 2 – 1     | Hviderusland |
| --------------------------- | --------- | ------------ |
| Eriksen 22' · Jørgensen 71' | (referat) | 20' Baga ·   |

| Aarhus Stadion Tilskuere: 18.152 Dommer: Paolo Tagliavento, (Italien) |

Tredje runde
| 18. juni 2011 20.45 |

| Schweiz                                     | 3 – 0     | Hviderusland   |
| ------------------------------------------- | --------- | -------------- |
| Mehmedi 6' (straffe), 43' · Feltscher 90+3' | (referat) | 68' Matveychik |

| Aarhus Stadion Tilskuere: 1.604 Dommer: Markus Strömbergsson, (Sverige) |

| 18. juni 2011 20.45 |

| Island                                           | 3 – 1     | Danmark      |
| ------------------------------------------------ | --------- | ------------ |
| Kolbeinn 58' · Bjarnason 60' · Valgardsson 90+2' | (referat) | 81' Kadrii · |

| Aalborg Stadion Tilskuere: 9.308 Dommer: Milorad Mazic, (Serbien) |

### Gruppe B
| Hold     | Point | Kampe | V | U | T | Mål |
| -------- | ----- | ----- | - | - | - | --- |
| Spanien  | 7     | 3     | 2 | 1 | 0 | 6-1 |
| Tjekkiet | 6     | 3     | 2 | 0 | 1 | 4-4 |
| England  | 2     | 3     | 0 | 2 | 1 | 2-3 |
| Ukraine  | 1     | 2     | 0 | 1 | 2 | 1-5 |

Første runde
| 12. juni 2011 18:00 |

| Tjekkiet       | 2 – 1     | Ukraine     |
| -------------- | --------- | ----------- |
| Dočkal 49' 56' | (referat) | 87' Bilyi · |

| Viborg Stadion Tilskuere: 4.251 Dommer: Milorad Mazic, (Serbien) |

| 12. juni 2011 20:45 |

| Spanien     | 1 – 1     | England       |
| ----------- | --------- | ------------- |
| Herrera 14' | (referat) | 88' Welbeck · |

| Herning Stadion Tilskuere: 8.046 Dommer: Markus Strömbergsson, (Sverige) |

Anden runde
| 15. juni 2011 18.00 |

| Tjekkiet | 0 – 2     | Spanien          |
| -------- | --------- | ---------------- |
|          | (referat) | 27' 47' Adrián · |

| Viborg Stadion Tilskuere: 4.600 Dommer: Robert Schörgenhofer, (Østrig) |

| 15. juni 2011 20.45 |

| Ukraine | 0 – 0     | England |
| ------- | --------- | ------- |
|         | (referat) |         |

| Herning Stadion Tilskuere: 3.495 Dommer: Aleksandar Stavrev, (Makedonien) |

Tredje runde
| 19. juni 2011 20.45 |

| Ukraine     | 0 – 3     | Spanien                      |
| ----------- | --------- | ---------------------------- |
| Garmash 71' | (referat) | 10', 72' Mata · 27' Adrián · |

| Herning Stadion Tilskuere: 3.302 Dommer: Marijo Strahonja, (Kroatien) |

| 19. juni 2011 20.45 |

| England     | 1 – 2     | Tjekkiet                      |
| ----------- | --------- | ----------------------------- |
| Welbeck 76' | (referat) | 89' Chramosta · 90' Pekhart · |

| Viborg Stadion Tilskuere: 5.262 Dommer: Paolo Tagliavento, (Italien) |

## Slutspil
|  | Semifinaler            | Semifinaler |   |  | Finale               | Finale |  |
|  |                        |             |   |  |                      |        |  |
|  | 22. juni 2011: Viborg  |             |   |  |                      |        |  |
|  | Spanien                | 3           |   |  |                      |        |  |
|  | Hviderusland           | 1           |   |  |                      |        |  |
|  |                        |             |   |  |                      |        |  |
|  |                        |             |   |  | 25. juni 2011: Århus |        |  |
|  |                        |             |   |  | Spanien              | 2      |  |
|  |                        | Schweiz     | 0 |  |                      |        |  |
|  |                        |             |   |  |                      |        |  |
|  |                        |             |   |  |                      |        |  |
|  |                        |             |   |  |                      |        |  |
|  | 22. juni 2011: Herning |             |   |  |                      |        |  |
|  | Schweiz                | 1           |   |  |                      |        |  |
|  | Tjekkiet               | 0           |   |  |                      |        |  |

### Semi-finaler
| 22. juni 2011 18:00 |

| Spanien                        | 3 – 1 (e.f.s.) | Hviderusland   |
| ------------------------------ | -------------- | -------------- |
| Adrián 89, 105' · Jeffrén 113' | (referat)      | 38' Voronkov · |

| Viborg Stadion Tilskuere: 7.521 Dommer: Markus Strömbergsson, (Sverige) |

| 22. juni 2011 21:00 |

| Schweiz      | 1 – 0 (e.f.s.) | Tjekkiet |
| ------------ | -------------- | -------- |
| Mehmedi 115' | (referat)      |          |

| Herning Stadion Tilskuere: 5.038 Dommer: Robert Schörgenhofer, (Østrig) |

### OL-kvalifikationskamp
Da England, der som vært er kvalificeret til Sommer-OL 2012, ikke nåede semifinalerne, vil denne kamp afgøre den sidste kvalifikationsplads til OL i 2012.
| 25. juni 2011 15:00 |

| Hviderusland  | 1 – 0     | Tjekkiet  |
| ------------- | --------- | --------- |
| Filipenko 88' | (referat) | 75' Vácha |

| Aalborg Stadion Tilskuere: 870 Dommer: Milorad Mazic, (Serbien) |

### Finale
| 25. juni 2011 20:45 |

| Schweiz | 0 – 2     | Spanien                    |
| ------- | --------- | -------------------------- |
|         | (referat) | 41' Herrera · 81' Thiago · |

| Aarhus Stadion Tilskuere: 16.110 Dommer: Paolo Tagliavento, (Italien) |

| SCHWEIZ:       |    |                     |  |     |
|                |    |                     |  |     |
|                | 1  | Yann Sommer (a)     |  |     |
|                | 2  | Philippe Koch       |  |     |
|                | 15 | Timm Klose          |  |     |
|                | 5  | Jonathan Rossini    |  |     |
|                | 23 | Gaetano Berardi     |  |     |
|                | 6  | Fabian Lustenberger |  |     |
|                | 10 | Xherdan Shaqiri     |  |     |
|                | 14 | Granit Xhaka        |  | 67' |
|                | 9  | Fabian Frei         |  | 54' |
|                | 7  | Innocent Emeghara   |  | 53' |
|                | 11 | Admir Mehmedi       |  |     |
| Indskiftere:   |    |                     |  |     |
|                | 19 | Mario Gavranović    |  | 53' |
|                | 18 | Amir Abrashi        |  | 54' |
|                | 4  | Pajtim Kasami       |  | 67' |
| Coach:         |    |                     |  |     |
| Pierluigi Tami |    |                     |  |     |

| SPANIEN:     |    |                   |  |     |
|              |    |                   |  |     |
|              | 13 | David de Gea      |  |     |
|              | 12 | Martín Montoya    |  |     |
|              | 20 | Alberto Botía     |  |     |
|              | 3  | Álvaro Domínguez  |  |     |
|              | 17 | Dídac Vilà        |  |     |
|              | 4  | Javi Martínez (a) |  |     |
|              | 10 | Juan Mata         |  |     |
|              | 19 | Thiago Alcântara  |  |     |
|              | 18 | Ander Herrera     |  | 90' |
|              | 22 | Iker Muniain      |  | 85' |
|              | 7  | Adrián López      |  | 80' |
| Indskiftere: |    |                   |  |     |
|              | 6  | Jeffrén Suárez    |  | 80' |
|              | 8  | Daniel Parejo     |  | 85' |
|              | 11 | Diego Capel       |  | 90' |
| Coach:       |    |                   |  |     |
| Luis Milla   |    |                   |  |     |

| Man of the Match: Thiago Alcântara (Spanien) Linjedommere: Damien MacGraith (Irland) Vytautas Šimkus (Litauen) Fjerde dommer: Robert Schörgenhofer (Østrig) |